# 普拉塔尼亚斯
普拉塔尼亚斯（希臘語：Πλατανιάς）是希腊克里特大区哈尼亚专区的一个市镇。位于哈尼亚西边约12公里处。市镇面积为491.8平方公里，2011年人口数量为16,874人。

## 市镇
该市镇成立于2011年地方政府改革中，由原4个市镇合并而成，而原市镇则成为新市镇的市区。